# Saison 2019-2020 du Stade brestois 29
 (mai 2022).
Si vous disposez d'ouvrages ou d'articles de référence ou si vous connaissez des sites web de qualité traitant du thème abordé ici, merci de compléter l'article en donnant les références utiles à sa vérifiabilité et en les liant à la section « Notes et références ».
Dernière mise à jour : 17 mai 2019.
Chronologie
Saison précédente Saison suivante
La saison 2019-2020 du Stade brestois 29, club de football français, voit l'équipe évoluer en Ligue 1 après avoir passé 6 saisons en Domino's Ligue 2 et leur montée du championnat en 2018-2019. Il s'agit de la 14e saison en Ligue 1 de son histoire.
Le 10 mai 2019, le Stade brestois valide sa montée en Ligue 1 Conforama à la fin de la 37ème journée de Domino's Ligue 2 2018-2019, après une victoire 3 buts à 0 à domicile contre les Chamois niortais et se place définitivement à la deuxième place du classement, derrière le FC Metz et devant l'ESTAC Troyes qui se situe à 4 points d'écart. Les supporters ont fêté la victoire directement à leur contact sur le terrain, avant de faire place à un feu d'artifice, pour enfin dire "Kenavo" ("au revoir", en breton) à la Ligue 2.
Le Stade brestois est 14ème du classement de la Ligue 1 Conforama au moment de la suspension du championnat, prononcée le 13 mars 2020 par le conseil d'administration de la Ligue de Football Professionnel. 

## Avant-saison

### Matchs de préparation
| Date           | Adversaire       | lieu              | Résultat | Buteur(s) brestois            |
| -------------- | ---------------- | ----------------- | -------- | ----------------------------- |
| 17 / 07 / 2019 | FC Lorient       | Plabennec         | 2 - 1    | Autret 39e · Mbock 61e        |
| 20 / 07 / 2019 | EA Guingamp      | Rostrenen         | 2 - 1    | Charbonnier 4e · Osei Yaw 28e |
| 23 / 07 / 2019 | Stade rennais FC | Plouvorn          | 1 - 0    | Osei Yaw 80e                  |
| 26 / 07 / 2019 | FC Nantes        | Inzinzac-Lochrist | 1 - 0    | N'Goma 32e                    |
| 03 / 08 / 2019 | Levante UD       | Brest             | 1 - 1    | Autret 14e                    |

## Transferts

### Été 2019
Prolongations :
| Joueurs            | Nationalité | Poste             | Club              | Pays   | Division | Durée                        |
| ------------------ | ----------- | ----------------- | ----------------- | ------ | -------- | ---------------------------- |
| Gaëtan Belaud      | France      | Défenseur         | Stade brestois 29 | France | Ligue 1  | 1 an                         |
| Mathias Autret     | France      | Milieu de terrain | Stade brestois 29 | France | Ligue 1  | 1 an (option de son contrat) |
| Anthony Weber      | France      | Défenseur         | Stade brestois 29 | France | Ligue 1  | 1 an (option de son contrat) |
| Julien Fabri       | France      | Gardien           | Stade brestois 29 | France | Ligue 1  | 1 an (option de son contrat) |
| Gautier Larsonneur | France      | Gardien           | Stade brestois 29 | France | Ligue 1  | 1 an                         |
| Haris Belkebla     | Algérie     | Milieu de terrain | Stade brestois 29 | France | Ligue 1  | 1 an                         |

Détails des transferts de la période estivale - Départs :
| Joueurs         | Nationalité | Poste     | Club                          | Pays   | Division | Durée                                              |
| --------------- | ----------- | --------- | ----------------------------- | ------ | -------- | -------------------------------------------------- |
| Baba Traoré     | France      | Défenseur | Le Havre AC                   | France | Ligue 2  | Retour de prêt                                     |
| Jessy Pi        | France      | Milieu    | Toulouse FC                   | France | Ligue 1  | Retour de prêt                                     |
| Ibrahima Diallo | France      | Milieu    | AS Monaco                     | France | Ligue 1  | Retour de prêt                                     |
| Edouard Butin   | France      | Attaquant | US Orléans                    | France | Ligue 2  | Libre - contrat de 6 mois                          |
| Thomas Ayasse   | France      | Milieu    |                               | France |          | Fin de contrat                                     |
| Quentin Bernard | France      | Défenseur | AJ Auxerre                    | France | Ligue 2  | Libre - contrat de 2 ans                           |
| Guillaume Buon  | France      | Défenseur | US Avranches                  | France | National | Prêt sans option d'achat                           |
| Pierre Magnon   | France      | Milieu    | US Avranches                  | France | National | Libre                                              |
| Corentin Jacob  | France      | Milieu    | Rodez Aveyron Football        | France | Ligue 2  | Résiliation - contrat de 1 an (+ option 1 an)      |
| Valentin Henry  | France      | Défenseur | Rodez Aveyron Football        | France | Ligue 2  | Libre - contrat de 1 an (+ option 1 an)            |
| Anthony Weber   | France      | Défenseur | SM Caen                       | France | Ligue 2  | Transfert - contrat de 2 ans (+ option 1 an)       |
| Julien Fabri    | France      | Gardien   | La Berrichonne de Châteauroux | France | Ligue 2  | Résiliation de contrat à l'amiable en octobre 2019 |

Détails des transferts de la période estivale - Arrivées :
| Joueurs            | Nationalité | Poste     | Club                  | Pays   | Division   | Durée                                         |
| ------------------ | ----------- | --------- | --------------------- | ------ | ---------- | --------------------------------------------- |
| David Kiki         | Bénin       | Défenseur | Red Star              | France | Ligue 2    | Retour de prêt                                |
| Corentin Jacob     | France      | Milieu    | Tours FC              | France | National   | Retour de prêt                                |
| Hianga'a Mbock     | France      | Milieu    | Stade brestois B      | France | National 3 | 1er contrat pro - 3 ans                       |
| Denys Bain         | France      | Défenseur | Le Havre AC           | France | Ligue 2    | Libre - contrat de 3 ans                      |
| Ibrahima Diallo    | France      | Milieu    | AS Monaco             | France | Ligue 1    | Transfert - contrat de 4 ans                  |
| Romain Perraud     | France      | Défenseur | OGC Nice              | France | Ligue 1    | Transfert - contrat de 4 ans                  |
| Samuel Grandsir    | France      | Milieu    | AS Monaco             | France | Ligue 1    | Prêt sans option d'achat                      |
| Ludovic Baal       | France      | Défenseur | Stade rennais FC      | France | Ligue 1    | Libre - contrat de 1 an                       |
| Irvin Cardona      | France      | Attaquant | AS Monaco             | France | Ligue 1    | Transfert - contrat de 4 ans                  |
| Paul Lasne         | France      | Milieu    | Montpellier HSC       | France | Ligue 1    | Résiliation - contrat de 1 an (+ option 1 an) |
| Alexandre Mendy    | France      | Attaquant | Girondins de Bordeaux | France | Ligue 1    | Prêt sans option d'achat                      |
| Jean-Kévin Duverne | France      | Défenseur | RC Lens               | France | Ligue 2    | Résiliation - contrat de 4 ans                |

### Octobre 2019 - Départs
| Joueurs      | Nationalité | Poste   | Club                          | Pays   | Division | Durée       |
| ------------ | ----------- | ------- | ----------------------------- | ------ | -------- | ----------- |
| Julien Fabri | France      | Gardien | La Berrichonne de Châteauroux | France | Ligue 2  | Résiliation |

### Hiver 2020
Détails des transferts de la période hivernale - Départs :
| Joueurs         | Nationalité | Poste     | Club       | Pays   | Division | Durée          |
| --------------- | ----------- | --------- | ---------- | ------ | -------- | -------------- |
| Derick Osei Yaw | France      | Attaquant | AS Béziers | France | National | Prêt de 6 mois |

Détails des transferts de la période hivernale - Arrivées :
| Joueurs          | Nationalité | Poste   | Club                | Pays   | Division | Durée                              |
| ---------------- | ----------- | ------- | ------------------- | ------ | -------- | ---------------------------------- |
| Sébastien Cibois | France      | Gardien | Paris Saint-Germain | France | Ligue 1  | Résiliation - contrat de 2 ans 1/2 |

## Effectif professionnel actuel
Guillaume Buon et Derick Osei Yaw sont sous contrat avec le Stade brestois jusqu'en 2021.

## Compétitions

### Ligue 1 2019-2020
| Journée       | Date       | Heure | Chaîne TV             | D/E | Adversaire             | Score  | Buteur(s) SB29                                         | Points | Classement | Affluence |
| ------------- | ---------- | ----- | --------------------- | --- | ---------------------- | ------ | ------------------------------------------------------ | ------ | ---------- | --------- |
| Matchs Aller  |            |       |                       |     |                        |        |                                                        |        |            |           |
| 01            | 10/08/2019 | 20h00 | beIN SPORTS MAX 5     | D   | Toulouse FC            | 1 - 1  | 25e Autret                                             | 1 pts  | 12e        | 14 238    |
| 02            | 18/08/2019 | 15h00 | beIN SPORTS 1         | E   | AS Saint-Etienne       | 1 - 1  | 45+1e Faussurier                                       | 2 pts  | 12e        | 28 645    |
| 03            | 24/08/2019 | 20h00 | beIN SPORTS MAX 6     | D   | Stade de Reims         | 1 - 0  | 86e Charbonnier                                        | 5 pts  | 7e         | 13 958    |
| 04            | 31/08/2019 | 20h00 | beIN SPORTS MAX 6     | E   | Nîmes Olympique        | 3 - 0  |                                                        | 5 pts  | 12e        | 12 488    |
| 05            | 14/09/2019 | 20h00 | beIN SPORTS MAX 5     | D   | Stade rennais FC       | 0 - 0  |                                                        | 6 pts  | 13e        | 14 937    |
| 06            | 21/09/2019 | 20h00 | beIN SPORTS MAX 4     | E   | Girondins de Bordeaux  | 2 - 2  | 20e Grandsir 45e Autret                                | 7 pts  | 15e        | 15 213    |
| 07            | 25/09/2019 | 19h00 | beIN SPORTS 2         | D   | Olympique lyonnais     | 2 - 2  | 29e 86e Court                                          | 8 pts  | 13e        | 14 472    |
| 08            | 28/09/2019 | 20h00 | beIN SPORTS MAX 6     | E   | AS Monaco              | 4 - 1  | 77e Mendy                                              | 8 pts  | 18e        | 4 576     |
| 09            | 05/10/2019 | 20h00 | beIN SPORTS MAX 4     | D   | FC Metz                | 2 - 0  | 11e Faussurier 45e Castelletto                         | 11 pts | 12e        | 12 682    |
| 10            | 19/10/2019 | 20h00 | beIN SPORTS MAX 4     | E   | Angers SCO             | 0 - 1  | 67e Cardona                                            | 14 pts | 9e         | 10 369    |
| 11            | 26/10/2019 | 20h00 | beIN SPORTS MAX 4     | D   | Dijon FCO              | 2 - 0  | 49e Lasne 52e Bain                                     | 17 pts | 5e         | 14 232    |
| 12            | 02/11/2019 | 20h00 | beIN SPORTS MAX 4     | E   | Amiens SC              | 1 - 0  |                                                        | 17 pts | 9e         | 12 246    |
| 13            | 09/11/2019 | 17h30 | Canal+, beIN SPORTS 1 | D   | Paris Saint-Germain    | 1 - 2  | 72e Grandsir                                           | 17 pts | 12e        | 15 144    |
| 14            | 23/11/2019 | 20h00 | beIN SPORTS MAX 6     | D   | FC Nantes              | 1 - 1  | 68e Cardona                                            | 18 pts | 13e        | 14 232    |
| 15            | 29/11/2019 | 20h45 | Canal+ Sport          | E   | Olympique de Marseille | 2 - 1  | 88e Cardona                                            | 18 pts | 15e        | 50 014    |
| 16            | 03/12/2019 | 19h00 | beIN SPORTS 2         | D   | RC Strasbourg          | 5 - 0  | 22e Mendy 45+1e 53e 75e Battocchio 90+4e (pen.) N'Goma | 21 pts | 12e        | 12 437    |
| 17            | 06/12/2019 | 19h00 | beIN SPORTS 1         | E   | LOSC Lille             | 1 - 0  |                                                        | 21 pts | 14e        | 32 682    |
| 18            | 14/12/2019 | 20h00 | beIN SPORTS MAX 6     | D   | OGC Nice               | 0 - 0  |                                                        | 22 pts | 15e        | 13 042    |
| 19            | 21/12/2019 | 20h45 | beIN SPORTS MAX 5     | E   | Montpellier HSC        | 4 - 0  |                                                        | 22 pts | 15e        | 12 975    |
| Matchs Retour |            |       |                       |     |                        |        |                                                        |        |            |           |
| 20            | 11/01/2020 | 20h00 | beIN SPORTS MAX 8     | E   | Toulouse FC            | 2 - 5  | 8e Court 72e 77e Charbonnier 79e Mbock 85e Cardona     | 25 pts | 14e        | 13 666    |
| 21            | 25/01/2020 | 20h00 | beIN SPORTS MAX 4     | D   | Amiens SC              | 2 - 1  | 52e Mendy 84e Cardona                                  | 28 pts | 14e        | 12 866    |
| 22            | 01/02/2020 | 20h00 | beIN SPORTS MAX 6     | E   | Dijon FCO              | 3 - 0  |                                                        | 28 pts | 14e        | 11 212    |
| 23            | 05/02/2020 | 19h00 | beIN SPORTS MAX 4     | D   | Girondins de Bordeaux  | 1 - 1  | 80e (csc) Benito                                       | 29 pts | 14e        | 13 087    |
| 24            | 08/02/2020 | 20h00 | beIN SPORTS MAX 8     | E   | Stade rennais FC       | 0 - 0  |                                                        | 30 pts | 13e        | 28 436    |
| 25            | 16/02/2020 | 17h00 | beIN SPORTS 1         | D   | AS Saint-Etienne       | 3 - 2  | 20e Lasne 38e Charbonnier 43e Cardona                  | 33 pts | 13e        | 13 399    |
| 26            | 21/02/2020 | 19h00 | beIN SPORTS 1         | E   | OGC Nice               | 2 - 2  | 45e Grandsir 53e (csc) Dante                           | 34 pts | 13e        | 15 856    |
| 27            | 29/02/2020 | 20h00 | beIN SPORTS MAX 5     | D   | Angers SCO             | 0 - 1  |                                                        | 34 pts | 14e        | 13 313    |
| 28            | 07/03/2020 | 20h00 | beIN SPORTS MAX 8     | E   | Stade de Reims         | 1 - 0  |                                                        | 34 pts | 14e        | 11 062    |
| 29            | 14/03/2020 |       |                       | D   | LOSC Lille             | Annulé |                                                        |        |            |           |
| 30            | 21/03/2020 |       |                       | E   | FC Metz                | Annulé |                                                        |        |            |           |
| 31            | 05/04/2020 |       |                       | D   | Olympique de Marseille | Annulé |                                                        |        |            |           |
| 32            | 11/04/2020 |       |                       | D   | AS Monaco              | Annulé |                                                        |        |            |           |
| 33            | 18/04/2020 |       |                       | E   | RC Strasbourg          | Annulé |                                                        |        |            |           |
| 34            | 26/04/2020 |       |                       | D   | Montpellier HSC        | Annulé |                                                        |        |            |           |
| 35            | 02/05/2020 |       |                       | E   | Paris Saint-Germain    | Annulé |                                                        |        |            |           |
| 36            | 09/05/2020 |       |                       | E   | FC Nantes              | Annulé |                                                        |        |            |           |
| 37            | 16/05/2020 |       |                       | D   | Nîmes Olympique        | Annulé |                                                        |        |            |           |
| 38            | 23/05/2020 |       |                       | E   | Olympique lyonnais     | Annulé |                                                        |        |            |           |

#### Classement
Le classement final de la onzième à la dix-septième place de la saison 2019-2020 de Ligue 1 est :
| Rang | Équipe                | Pts | J  | G  | N  | P  | Bp | Bc | Diff |
| ---- | --------------------- | --- | -- | -- | -- | -- | -- | -- | ---- |
| 11   | Angers SCO            | 39  | 28 | 11 | 6  | 11 | 28 | 33 | −5   |
| 12   | Girondins de Bordeaux | 37  | 28 | 9  | 10 | 9  | 40 | 34 | +6   |
| 13   | FC Nantes             | 37  | 28 | 11 | 4  | 13 | 28 | 31 | −3   |
| 14   | Stade brestois 29 P   | 34  | 28 | 8  | 10 | 10 | 34 | 37 | −3   |
| 15   | FC Metz P             | 34  | 28 | 8  | 10 | 10 | 27 | 35 | −8   |
| 16   | Dijon FCO             | 30  | 28 | 7  | 9  | 12 | 27 | 37 | −10  |
| 17   | AS Saint-Étienne      | 30  | 28 | 8  | 6  | 14 | 29 | 45 | −16  |

### Coupe de la Ligue 2019-2020
Le Stade brestois entame la compétition en 16e de finale en tant qu'équipe de Ligue 1.
Les seizièmes de finale se dérouleront le 30 octobre 2019 contre le FC Metz.
Détails des matchs
| 16e de finale                  | FC Metz                                      | 1 - 1 t.a.b 3-4 | Stade brestois 29                                  | Stade Saint-Symphorien, Metz                                                       |                                                                                    |
| Mercredi 30 octobre 2019 21h05 | Niane 23e                                    | (1 - 0)         | Cardona 57e                                        | Spectateurs : 5 262 Diffuseur : Foot+, France 3 Régions Arbitrage : Jérôme Brisard | Spectateurs : 5 262 Diffuseur : Foot+, France 3 Régions Arbitrage : Jérôme Brisard |
| Mercredi 30 octobre 2019 21h05 | Niane · Nguette · N'Doram · Traoré · Boulaya | Tirs au but     | Cardona · Diallo · Chardonnet · Court · Battocchio | Spectateurs : 5 262 Diffuseur : Foot+, France 3 Régions Arbitrage : Jérôme Brisard | Spectateurs : 5 262 Diffuseur : Foot+, France 3 Régions Arbitrage : Jérôme Brisard |

| 8e de finale                    | Stade brestois 29              | 2 - 0   | Girondins de Bordeaux | Stade Francis-Le Blé, Brest                                       |                                                                   |
| Mercredi 18 décembre 2019 21h05 | Grandsir 50e · Charbonnier 63e | (0 - 0) |                       | Spectateurs : 5 434 Diffuseur : Foot+ Arbitrage : Jérémie Pignard | Spectateurs : 5 434 Diffuseur : Foot+ Arbitrage : Jérémie Pignard |

| 1/4 de finale                 | Olympique lyonnais                            | 3 - 1   | Stade brestois 29 | Groupama Stadium, Lyon                                                   |                                                                          |
| Mercredi 8 janvier 2020 18h45 | M. Dembélé 19e · Aouar 55e · Jean Lucas 90+1e | (1 - 0) | Grandsir 85e      | Spectateurs : 20 096 Diffuseur : Canal+ Sport Arbitrage : Jérôme Brisard | Spectateurs : 20 096 Diffuseur : Canal+ Sport Arbitrage : Jérôme Brisard |

### Coupe de France 2019-2020
Le Stade brestois entame la compétition en 32e de finale en tant que club de Ligue 1.
Les trente-deuxièmes de finale se dérouleront le 5 janvier 2020 contre le FC Lorient. 
| 32e de finale                 | FC Lorient                       | 2 - 1 a.p | Stade brestois 29 | Stade du Moustoir, Lorient                                                   |                                                                              |
| Dimanche 5 janvier 2020 14h15 | Marveaux 22e (pen.) · Wissa 112e | (1 - 1)   | Charbonnier 36e   | Spectateurs : 10 686 Diffuseur : France 3 Régions Arbitrage : Éric Wattelier | Spectateurs : 10 686 Diffuseur : France 3 Régions Arbitrage : Éric Wattelier |

### Meilleurs Buteurs et passeurs
| Position | Nom                      | Buts en L1 | Buts en coupe | Passes décisives L1 | Passes décisives coupe | Total Buts | Total Passes dé. |
| -------- | ------------------------ | ---------- | ------------- | ------------------- | ---------------------- | ---------- | ---------------- |
| 1        | Irvin Cardona            | 6          | 1             | 3                   | 0                      | 7          | 3                |
| 2        | Gaëtan Charbonnier       | 4          | 2             | 4                   | 0                      | 6          | 4                |
| 3        | Samuel Grandsir          | 3          | 2             | 1                   | 0                      | 5          | 1                |
| 4        | Yoann Court              | 3          | 0             | 7                   | 0                      | 3          | 7                |
| -        | Cristian Battocchio      | 3          | 0             | 0                   | 1                      | 3          | 1                |
| -        | Alexandre Mendy          | 3          | 0             | 1                   | 0                      | 3          | 1                |
| 7        | Mathias Autret           | 2          | 0             | 3                   | 1                      | 2          | 4                |
| -        | Julien Faussurier        | 2          | 0             | 2                   | 0                      | 2          | 2                |
| -        | Paul Lasne               | 2          | 0             | 1                   | 0                      | 2          | 1                |
| 10       | Hianga'a Mbock           | 1          | 0             | 0                   | 1                      | 1          | 1                |
| -        | Denys Bain               | 1          | 0             | 0                   | 0                      | 1          | 0                |
| -        | Jean-Charles Castelletto | 1          | 0             | 0                   | 0                      | 1          | 0                |
| -        | Ferris N'Goma            | 1          | 0             | 0                   | 0                      | 1          | 0                |
| 14       | Ibrahima Diallo          | 0          | 0             | 1                   | 0                      | 0          | 1                |
| -        | Romain Perraud           | 0          | 0             | 1                   | 0                      | 0          | 1                |
| -        | Gaëtan Belaud            | 0          | 0             | 0                   | 1                      | 0          | 1                |
| -        | Kévin Mayi               | 0          | 0             | 0                   | 1                      | 0          | 1                |